# Franck Keller
Franck Keller est une série télévisée française créée par Éric Kristy d'après une idée de Valérie Bonnier, diffusée entre le 20 février 2003 et le 18 décembre 2007 sur TF1 et rediffusée sur Direct 8.

## Synopsis
Franck Keller est commissaire de police. Ancien joueur de rugby, père divorcé, il élève seul sa fille.

## Distribution
- Claude Brasseur : Franck Keller
- Yann Sundberg : Dominique Peraldi
- Hubert Saint-Macary : Saintonge
- Rebecca Stella : Florence Keller
- Marie Guillard : Camille Solena
- Christian Sinniger : Christian Verdier
- Yolande Folliot : Mireille
- Maud Buquet : Rachel Leguen

## Épisodes
- Une garde à vue : Un homme est retrouvé errant dans la rue, sa chemise est tachée de sang, par la brigade tranquillité vacances. Il dit où il habite et on retrouve sa femme, Marianne assassinée, poignardée 12 fois et son fils Jérôme a disparu. Qui a tué Marianne ? Le Mari ? Son amant ? Les trafiquants d'armes sur lesquels enquêtait son mari ? Où est Jérôme ? Chez son amant ? Chez une amie ?

- Secrets d'ados (2003) : Le meurtre d'un jeune étudiant de 16 ans, faisant partie de la même troupe théâtrale que la fille de Franck Keller, amène ce dernier à sonder les méandres des conflits adolescents, sa fille y compris. Ainsi que le sujet de l'homosexualité inavouée. Le meurtre, finalement, se résout avec une fausse reconstitution classique d'un bon « polar ».
  - Réalisation : Stéphane Kappes
  - Scénario : Marie-Anne Le Pezennec
  - Musique originale : Frédéric Porte (Éditions Son et Lumière)
  - Distribution : Anne Macina (Mathilde Pasquier), Steve Kalfa (Stéphane Pasquier), Thomas Salsman (Max Langlois), Yolande Folliot (Mireille), Magali Leris (Céline Langlois), Fabrice Moussy (Bronsky), Alexandre Murard (Léo), Nicolas Larzul (Thomas), Célia Catalifa (Sarah), Romain Longuêpe (Romain), Frédéric Oliviera (Bernie), Michel Carliez (Spike)

- Une femme blessée : Des braqueurs fous attaquent des entrepôts, des magasins à la vitesse de l'éclair avec des armes automatiques. Le dernier braquage fait 2 morts : un vigile et un braqueur. Un autre suspect est arrêté après que sa voiture se soit renversée et tue la passagère. Le commissaire Keller découvre que les freins ont été coupés ? Qui a voulu les tuer ?

- Vincent, l'innocence même (2004) :  Vanessa a disparu. Vincent a-t-il vraiment tenté d'étrangler Amandine ? Est-ce Michel Rouault ?
  - Réalisateur : Dominique Tabuteau
  - Distribution :  Vincent Ferrière

- Passé par les armes (2005) : Keller intervient dans un entrepôt ou des coups de feu retentissent. Camille, en danger, tire deux coups de feu. Lors du rappel des troupes, le sergent Marsillac est trouvé mort. Pendant ce temps, un jeune trafiquant est tué avec une arme de l'armée. D'où proviennent les armes ? Qui a tué Marsillac ?